# Mosėdis

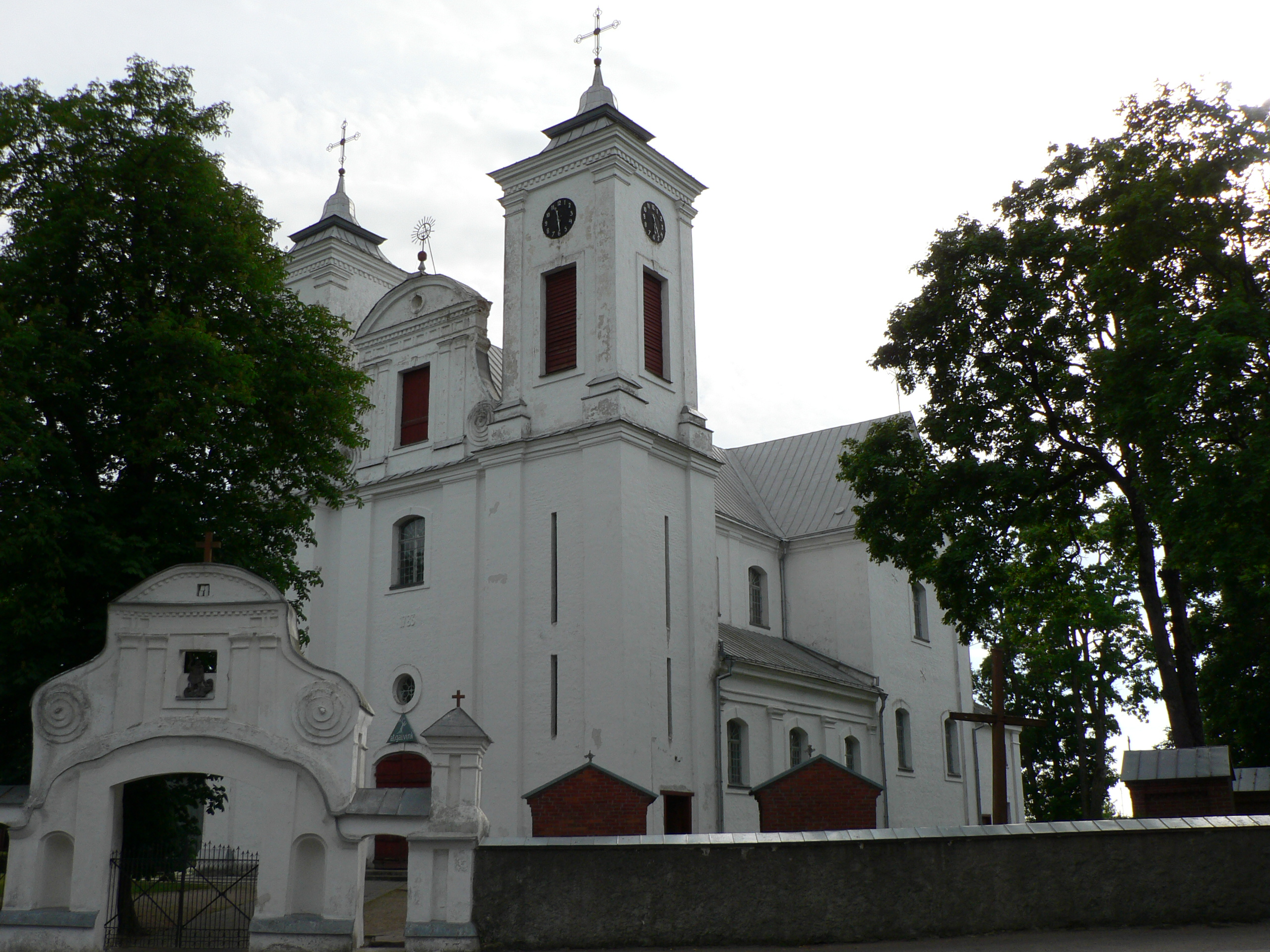
Kostel Sv. archanděla Mikoláše

Mosėdis je litevský městys ležící v Žemaitsku, v Žemaitské vysočině, v Klajpedském kraji, v okrese Skuodas, při soutoku řek Eiškūnas a Bartuva (obě do Mosėdského rybníka – 56 ha), 11 km na jih od okresního města Skuodas a 11 km na sever od města Salantai, na území Chráněné krajinné oblasti Salantai. V roce 2001 měl Mosėdis 1 379 obyvatel. V jižní části městysu stojí Mosėdské hradiště.

## Pamětihodnosti a další objekty městysu
Městys je nejen v Litvě, ale i za hranicemi známý především Muzeem kamene (v roce 1957 založil Vaclovas Intas, otevřeno v roce 1979 se sbírkou tehdy kolem 5000 balvanů, projekt architektů A. a R. Kiškisů a geologa A. Gaigala) k němu přilehlým parkem s vodním mlýnem (postaven roku 1792) a Mosėdským rybníkem, výstavou kamenů a restaurací s místními specialitami. Je vhodné zvlášť upozornit na to, že kromě výstavy kamenů v muzeu a přilehlém parku je turisticky ještě více atraktivní sbírka kamenů a balvanů v sadě usedlosti lékaře Václava Inty, který byl tvůrcem jak muzea, tak vlastní sbírky. Jeho usedlost se nachází za ohybem (doleva) cesty (za kostelem Sv. archanděla Mikoláše – cca 100 m vpravo). Dále je v Mosėdisu dům, ve kterém (jako farář v letech 1895–1898) bydlel Juozas Tumas-Vaižgantas. Dále je zde Gymnázium v Mosėdisu, pošta (PSČ: LT-98026), zdravotní středisko, lékárna, školka, dětský domov, kulturní středisko, knihovna (založena roku 1937).

## Minulost města
Mosėdis byl poprvé zmíněn v roce 1253 protokole o dělení panství mezi vedením Livonského řádu a kuronským biskupem Heinrichem. Zde tehdy stál mosėdský hrad. V době vzniku Litevského státu náležel Ceklisu. Po přijetí křesťanství v Žemaitsku bylo v roce 1417 založeno Medininkajské biskupství, pod které Mosėdis spadal v letech 1421–1842. Od roku 1544 zmiňován jako městečko, v roce 1551 byl postaven první dřevěný Kostel Sv. archanděla Mikoláše, roku 1783 přestavěn jako zděný. V roce 1560 založena Mosėdská farnost.

## Významné osobnosti, spjaté sMosėdisem
- Birutė Rokaitė-Vanagienė, lingvistka.
- Romualdas Granauskas, spisovatel
- Stasė Lygutaitė-Bucevičienė, básnířka
- Edvardas Rudys, ekonom, spisovatel
- Ričardas Pakalniškis, literární kritik
- Vaclovas Intas, zakladatel Mosėdského muzea kamenů, lékař
- Alma Skruibytė-Granauskienė, umělkyně, žurnalistka, redaktorka
- Petras Vaškys – otec níže uvedeného, knygnešys (pašerák knih)
- Petras Vaškys, sochař, keramik, profesor
- Liudvikas Gadeikis, spisovatel
- Rimantas Eidiejus, sochař
- Adomas Galdikas, umělec
- Stasys Puškorius, vojenský činitel
- Vladas Puškorius, RSDr., ekonom
- Stasys Jonkus, kapitán námořních lodí
- Lidija Šimkutė, básnířka
- Ambraziejus Jankus, literát, veřejný činitel
- Vytautas Brencius, básník
- Doloresa Kazragytė, herečka, spisovatelka
- Juozas Tumas-Vaižgantas, spisovatel a farář, pracoval v Mosėdisu. Zachoval se dům, ve kterém bydlel.